# Podabacia motuporensis
Podabacia motuporensis là một loài san hô trong họ Fungiidae. Loài này được Veron mô tả khoa học năm 1990.